# Келеси, Хелен
Хелен Мерси Келеси (англ. Helen Mersi Kelesi; род. 15 ноября 1969 года в Виктории, Британская Колумбия) — бывшая канадская профессиональная теннисистка, четырёхкратная чемпионка Канады, победительница четырёх турниров WTA в одиночном и парном разрядах.

## Спортивная карьера
Уже к 12 годам Хелен Келеси была лучшей теннисисткой Канады среди девушек в возрасте до 18 лет. Она начала участвовать в профессиональных теннисных турнирах в возрасте 15 лет. В марте 1985 года она приняла участие в своём первом турнире Virginia Slims в Индианаполисе, где выиграла шесть игр подряд, из них четыре на отборочном этапе, и в четвертьфинале уступила посеянной третьей Кэтлин Хорват. На турнире в Монтиселло (штат Нью-Йорк) в августе Келеси одержала семь побед подряд, в том числе три на отборочном этапе, победила седьмую ракетку мира Катерину Малееву и посеянную первой Гелену Сукову, третью ракетку мира, и лишь в финале её остановила посеянная второй Барбара Поттер. Через год шестнадцатилетняя Келеси выигрывает свой первый профессиональный турнир — Открытый чемпионат Японии. Стремительно ворвавшаяся в мировую теннисную элиту канадка получает прозвище «Ураган Хелен» (англ. Hurricane Helen).
В дальнейшем Келеси одерживает ещё ряд побед над теннисистками из первой десятки рейтинга (такими, как Клаудиа Коде-Кильш, Крис Эверт, Мануэла Малеева). В апреле 1988 года в Таранто она выигрывает свой второй профессиональный турнир (там же она вышла в первый в карьере финал в парном разряде), сразу после этого доходит до финала Открытого чемпионата Италии и четвертьфинала Открытого чемпионата Франции. После выхода в финал турнира в Цинциннати она впервые вошла в число двадцати сильнейших теннисисток планеты. На Олимпийских играх в Сеуле она представляла Канаду в одиночном разряде, но проиграла в первом же круге. Она также доходит до полуфинала Кубка Федерации в составе сборной Канады, где с ней играет Джилл Хетерингтон. На следующий год, после второго подряд четвертьфинала Открытого чемпионата Франции (на сей раз она дошла до этой стадии и в одиночном разряде, и в паре) и ещё двух финалов, она поднялась до высшей в карьере тринадцатой ступеньки в рейтинге.
В 1990 году Келеси трижды доходит до финала турниров в парном разряде и выигрывает два из них, включая Открытый чемпионат Италии, теперь турнир I категории. После выхода в финал ещё одного турнира I категории в Торонто она входит в сотню лучших теннисисток в парном разряде.
Победа в турнире пар в Финиксе (Аризона) в 1990 году и финал в одиночном разряде в Женеве в мае 1991 года стали для Келеси последними серьёзными успехами в карьере. Она ещё выигрывает несколько турниров ITF в 1991—1993 годах, но уже в 1991 году выбывает из сотни сильнейших в парном разряде, а к июлю 1992 года и в одиночном; в 1994 году она вынуждена прекратить участие в соревнованиях из-за разрыва сухожилия, а затем у неё обнаруживают опухоль в мозгу, размером, по словам самой Хелен, «с теннисный мяч». По словам врачей, эта опухоль развивалась в мозгу шесть-семь лет, то есть практически на протяжении всей её карьеры. Хелен Келеси покидает корт, две попытки вернуться в конце десятилетия оказались неудачными.
Хелен Келеси провела за карьеру 25 игр (11 побед в одиночном разряде и четыре в паре) за сборную Канады в 17 матчах Кубка Федерации с 1986 по 1994 год. На её счету в Кубке Федерации победы над Геленой Суковой, Кончитой Мартинес и Натальей Зверевой. Её высшее достижение — выход в полуфинал турнира в 1988 году.
После выздоровления Хелен Келеси занимается тренерской работой. Она преподаёт в теннисной академии в Ричмонде (Британская Колумбия). В 2002 году её имя было включено в списки Канадского зала теннисной славы.

## Участие в финалах турниров WTA и ITF (19)
| Легенда                 |
| Большой шлем (0)        |
| Итоговый турнир WTA (0) |
| I категория (0+2)       |
| II категория (0)        |
| III категория (1+1)     |
| IV & V категория (6+2)  |
| VS (2+0)                |
| ITF (3+2)               |

### Женский одиночный разряд (12)

#### Победы (5)
| №  | Год         | Турнир                           | Покрытие | Соперница в финале | Счёт в финале |
| -- | ----------- | -------------------------------- | -------- | ------------------ | ------------- |
| 1. | 13 окт 1986 | Открытый чемпионат Японии, Токио | Хард     | Беттина Фулко      | 6–2, 6–2      |
| 2. | 25 апр 1988 | Таранто, Италия                  | Грунт    | Лаура Гарроне      | 6–1, 6–0      |
| 3. | 28 янв 1991 | Мидленд, Мичиган, США            | Хард (i) | Мередит МакГрат    | 6–2, 6–2      |
| 4. | 27 янв 1992 | Мидленд, Мичиган (2)             | Хард (i) | Клэр Вегинк        | 7–62, 7–68    |
| 5. | 25 янв 1993 | Остин, Техас, США                | Хард     | Элли Хаками        | 6–4, 3–6, 6–2 |

#### Поражения (7)
| №  | Год         | Турнир                                  | Покрытие | Соперница в финале      | Счёт в финале  |
| -- | ----------- | --------------------------------------- | -------- | ----------------------- | -------------- |
| 1. | 19 авг 1985 | Монтичелло, Нью-Йорк, США               | Хард     | Барбара Поттер          | 6-4, 3-6, 2-6  |
| 2. | 2 мая 1988  | Открытый чемпионат Италии, Рим          | Грунт    | Габриэла Сабатини       | 1-6, 7-64, 1-6 |
| 3. | 1 авг 1988  | Pringles Light Classic, Цинциннати, США | Хард     | Барбара Поттер          | 2-6, 2-6       |
| 4. | 24 апр 1989 | Барселона, Испания                      | Грунт    | Аранча Санчес Викарио   | 2-6, 7-5, 1-6  |
| 5. | 6 ноя 1989  | Нэшвилл, США                            | Хард (i) | Лейла Месхи             | 2-6, 3-6       |
| 6. | 21 мая 1990 | Женева, Швейцария                       | Грунт    | Барбара Паулюс          | 6-2, 5-7, 6-73 |
| 7. | 20 мая 1991 | Женева (2)                              | Грунт    | Мануэла Малеева-Франьер | 3-6, 6-3, 3-6  |

### Женский парный разряд (7)

#### Победы (2)
| №  | Год         | Турнир                         | Покрытие | Партнёр       | Соперницы в финале          | Счёт в финале |
| -- | ----------- | ------------------------------ | -------- | ------------- | --------------------------- | ------------- |
| 1. | 7 мая 1990  | Открытый чемпионат Италии, Рим | Грунт    | Моника Селеш  | Лаура Гарроне Лаура Голарса | 6–3, 6–4      |
| 2. | 15 окт 1990 | Финикс, США                    | Хард     | Элиза Бёрджин | Сэнди Коллинз Ронни Рейс    | 6–4, 6–2      |

#### Поражения (5)
| №  | Год         | Турнир                                  | Покрытие | Партнёр          | Соперницы в финале               | Счёт в финале  |
| -- | ----------- | --------------------------------------- | -------- | ---------------- | -------------------------------- | -------------- |
| 1. | 25 апр 1988 | Таранто, Италия                         | Грунт    | Лаура Гарроне    | Андреа Бецнер Клаудиа Порвик     | 1–6, 2–6       |
| 2. | 1 авг 1988  | Pringles Light Classic, Цинциннати, США | Хард     | Линдсей Бартлетт | Кэнди Рейнольдс Бет Херр         | 6–4, 6–79, 1–6 |
| 3. | 30 июл 1990 | Canadian Open, Торонто                  | Хард     | Рафаэлла Реджи   | Бетси Нагелсен Габриэла Сабатини | 6–3, 2–6, 2–6  |
| 4. | 28 янв 1991 | Мидленд, Мичиган, США                   | Хард (i) | Катрина Адамс    | Мередит МакГрат Энн Смит         | 5–7, 5–7       |
| 5. | 27 янв 1992 | Мидленд, Мичиган (2)                    | Хард (i) | Каролина Вис     | Манон Боллеграф Мередит МакГрат  | 3–6, 1–6       |